# Where We Are Tour
Il Where We Are Tour è stato il terzo tour musicale della boy band anglo-irlandese One Direction, a supporto del loro terzo album in studio, Midnight Memories.
Annunciato attraverso Twitter, è il primo tour degli One Direction svoltosi interamente negli stadi.
Nelle date italiane del 28 e 29 giugno 2014, presso lo Stadio Giuseppe Meazza di Milano, è stato registrato il loro terzo DVD One Direction: Where We Are - Il Film Concerto. Nel film sono presenti 15 minuti di intervista con il gruppo e di inediti retroscena.
Durante tutta la durata del tour, inoltre, hanno registrato il loro quarto album Four, l'ultimo della band come quintetto.

## Scaletta
1. Midnight Memories
2. Little Black Dress
3. Kiss You
4. Why Don't We Go There
5. Rock Me
6. Don't Forget Where You Belong
7. Live While We're Young
8. C'mon C'mon
9. Right Now
10. Through The Dark
11. Happily
12. Little Things
13. Moments
14. Strong
15. Better Than Words
16. Alive
17. One Thing
18. Diana
19. What Makes You Beautiful
20. You & I
21. Story of My Life
22. Little White Lies
23. Best Song Ever

## Artisti d'apertura
La seguente lista rappresenta il numero correlato agli artisti d'apertura nella tabella delle date del tour.
- El Freak = 1
- Abraham Mateo = 2
- Sonus = 3
- P9 = 4
- 5 Seconds of Summer = 5
- McBusted = 6
- D.A.M.A = 7
- Jamie Scott = 8

## Date
| Data              | Città             | Stato       | Luogo                         | Artisti d'apertura | Biglietti (venduti / disponibili) | Incasso      |
| Sud America       | Sud America       | Sud America | Sud America                   | Sud America        | Sud America                       | Sud America  |
| ----------------- | ----------------- | ----------- | ----------------------------- | ------------------ | --------------------------------- | ------------ |
| 25 aprile 2014    | Bogotà            | Colombia    | Stadio El Campín              | 1                  | 34.935 / 34.935                   | $4.427.910   |
| 27 aprile 2014    | Lima              | Perù        | Stadio nazionale              | 2                  | 42.601 / 42.601                   | $5.362.870   |
| 30 aprile 2014    | Santiago del Cile | Cile        | Stadio nazionale del Cile     | 2                  | 87.324 / 87.324                   | $7.688.500   |
| 1º maggio 2014    | Santiago del Cile | Cile        | Stadio nazionale del Cile     | 2                  | 87.324 / 87.324                   | $7.688.500   |
| 3 maggio 2014     | Buenos Aires      | Argentina   | Stadio José Amalfitani        | 3                  | 80.622 / 80.622                   | $5.682.760   |
| 4 maggio 2014     | Buenos Aires      | Argentina   | Stadio José Amalfitani        | 3                  | 80.622 / 80.622                   | $5.682.760   |
| 6 maggio 2014     | Montevideo        | Uruguay     | Stadio del Centenario         | 3                  | 30.958 / 30.958                   | $2.316.460   |
| 8 maggio 2014     | Rio de Janeiro    | Brasile     | Parco degli Atleti            | 4                  | 40.087 / 40.087                   | $3.826.760   |
| 10 maggio 2014    | San Paolo         | Brasile     | Stadio Morumbi                | 4                  | 102.792 / 102.792                 | $9.457.730   |
| 11 maggio 2014    | San Paolo         | Brasile     | Stadio Morumbi                | 4                  | 102.792 / 102.792                 | $9.457.730   |
| Europa            |                   |             |                               |                    |                                   |              |
| 23 maggio 2014    | Dublino           | Irlanda     | Croke Park                    | 5                  | 235.008 / 235.008                 | $20.115.900  |
| 24 maggio 2014    | Dublino           | Irlanda     | Croke Park                    | 5                  | 235.008 / 235.008                 | $20.115.900  |
| 25 maggio 2014    | Dublino           | Irlanda     | Croke Park                    | 5                  | 235.008 / 235.008                 | $20.115.900  |
| 28 maggio 2014    | Sunderland        | Regno Unito | Stadium of Light              | 5                  | 51.231 / 51.231                   | $4.383.490   |
| 30 maggio 2014    | Manchester        | Regno Unito | Etihad Stadium                | 5                  | 158.579 / 158.579                 | $12.908.000  |
| 31 maggio 2014    | Manchester        | Regno Unito | Etihad Stadium                | 5                  | 158.579 / 158.579                 | $12.908.000  |
| 1º giugno 2014    | Manchester        | Regno Unito | Etihad Stadium                | 5                  | 158.579 / 158.579                 | $12.908.000  |
| 3 giugno 2014     | Edimburgo         | Regno Unito | Stadio di Murrayfield         | 5                  | 64.623 / 64.623                   | $5.297.750   |
| 6 giugno 2014     | Londra            | Regno Unito | Stadio di Wembley             | 5                  | 236.566 / 236.566                 | $20.017.900  |
| 7 giugno 2014     | Londra            | Regno Unito | Stadio di Wembley             | 5                  | 236.566 / 236.566                 | $20.017.900  |
| 8 giugno 2014     | Londra            | Regno Unito | Stadio di Wembley             | 5                  | 236.566 / 236.566                 | $20.017.900  |
| 13 giugno 2014    | Stoccolma         | Svezia      | Friends Arena                 | 5                  | 88.978 / 88.978                   | $7.358.040   |
| 14 giugno 2014    | Stoccolma         | Svezia      | Friends Arena                 | 5                  | 88.978 / 88.978                   | $7.358.040   |
| 16 giugno 2014    | Copenaghen        | Danimarca   | Stadio Parken                 | 6                  | 83.577 / 83.577                   | $8.190.650   |
| 17 giugno 2014    | Copenaghen        | Danimarca   | Stadio Parken                 | 6                  | 83.577 / 83.577                   | $8.190.650   |
| 20 giugno 2014    | Saint-Denis       | Francia     | Stade de France               | 5 ; 6              | 114.172 / 114.172                 | $9.775.550   |
| 21 giugno 2014    | Saint-Denis       | Francia     | Stade de France               | 5 ; 6              | 114.172 / 114.172                 | $9.775.550   |
| 24 giugno 2014    | Amsterdam         | Paesi Bassi | Amsterdam ArenA               | 5                  | 103.551 / 103.551                 | $7.859.850   |
| 25 giugno 2014    | Amsterdam         | Paesi Bassi | Amsterdam ArenA               | 5                  | 103.551 / 103.551                 | $7.859.850   |
| 28 giugno 2014    | Milano            | Italia      | Stadio Giuseppe Meazza        | 5                  | 115.931 / 115.931                 | $7.779.190   |
| 29 giugno 2014    | Milano            | Italia      | Stadio Giuseppe Meazza        | 5                  | 115.931 / 115.931                 | $7.779.190   |
| 2 luglio 2014     | Düsseldorf        | Germania    | ESPRIT Arena                  | 5                  | 44.684 / 44.684                   | $3.395.490   |
| 4 luglio 2014     | Berna             | Svizzera    | Stade de Suisse               | 5                  | 31.037 / 31.037                   | $3.150.110   |
| 6 luglio 2014     | Torino            | Italia      | Stadio Olimpico               | 5                  | 38.430 / 38.430                   | $3.294.610   |
| 8 luglio 2014     | Barcellona        | Spagna      | Stadio olimpico               | 2 ; 5              | 40.333 / 40.333                   | $3.391.0560  |
| 10 luglio 2014    | Madrid            | Spagna      | Stadio Vicente Calderón       | 2 ; 5              | 65.186 / 65.186                   | $5.409.230   |
| 11 luglio 2014    | Madrid            | Spagna      | Stadio Vicente Calderón       | 2 ; 5              | 65.186 / 65.186                   | $5.409.230   |
| 13 luglio 2014    | Porto             | Portogallo  | Stadio do Dragão              | 7                  | 45.001 / 45.001                   | $3.868.070   |
| Nord America      |                   |             |                               |                    |                                   |              |
| 1º agosto 2014    | Toronto           | Canada      | Rogers Centre                 | 5                  | 98.851 / 98.851                   | $6.634.920   |
| 2 agosto 2014     | Toronto           | Canada      | Rogers Centre                 | 5                  | 98.851 / 98.851                   | $6.634.920   |
| 4 agosto 2014     | East Rutherford   | Stati Uniti | MetLife Stadium               | 5                  | 139.247 / 139.247                 | $12.345.803  |
| 5 agosto 2014     | East Rutherford   | Stati Uniti | MetLife Stadium               | 5                  | 139.247 / 139.247                 | $12.345.803  |
| 7 agosto 2014     | Foxborough        | Stati Uniti | Gillette Stadium              | 5                  | 148.251 / 148.251                 | $13.475.239  |
| 8 agosto 2014     | Foxborough        | Stati Uniti | Gillette Stadium              | 5                  | 148.251 / 148.251                 | $13.475.239  |
| 9 agosto 2014     | Foxborough        | Stati Uniti | Gillette Stadium              | 5                  | 148.251 / 148.251                 | $13.475.239  |
| 11 agosto 2014    | Washington        | Stati Uniti | Nationals Park                | 5                  | 42.834 / 42.834                   | $4.233.063   |
| 13 agosto 2014    | Filadelfia        | Stati Uniti | Lincoln Financial Field       | 5                  | 101.527 / 101.527                 | $8.818.556   |
| 14 agosto 2014    | Filadelfia        | Stati Uniti | Lincoln Financial Field       | 5                  | 101.527 / 101.527                 | $8.818.556   |
| 16 agosto 2014    | Detroit           | Stati Uniti | Ford Field                    | 5                  | 92.428 / 92.428                   | $8.304.416   |
| 17 agosto 2014    | Detroit           | Stati Uniti | Ford Field                    | 5                  | 92.428 / 92.428                   | $8.304.416   |
| 19 agosto 2014    | Nashville         | Stati Uniti | LP Field                      | 5                  | 53.472 / 53.472                   | $4.286.308   |
| 22 agosto 2014    | Houston           | Stati Uniti | Reliant Stadium               | 5                  | 55.703 / 55.703                   | $4.659.939   |
| 24 agosto 2014    | Arlington         | Stati Uniti | AT&T Stadium                  | 8                  | 51.074 / 51.074                   | $4.517.012   |
| 27 agosto 2014    | Saint Louis       | Stati Uniti | Edward Jones Dome             | 8                  | 52.315 / 52.315                   | $4.281.608   |
| 29 agosto 2014    | Chicago           | Stati Uniti | Soldier Field                 | 5                  | 104.617 / 104.617                 | $9.446.247   |
| 30 agosto 2014    | Chicago           | Stati Uniti | Soldier Field                 | 5                  | 104.617 / 104.617                 | $9.446.247   |
| 11 settembre 2014 | Pasadena          | Stati Uniti | Rose Bowl                     | 5 ; 8              | 165.170 / 165.170                 | $12.560.382  |
| 12 settembre 2014 | Pasadena          | Stati Uniti | Rose Bowl                     | 5 ; 8              | 165.170 / 165.170                 | $12.560.382  |
| 13 settembre 2014 | Pasadena          | Stati Uniti | Rose Bowl                     | 5 ; 8              | 165.170 / 165.170                 | $12.560.382  |
| 16 settembre 2014 | Glendale          | Stati Uniti | University of Phoenix Stadium | 5                  | 56.524 / 56.524                   | $5.035.880   |
| 19 settembre 2014 | El Paso           | Stati Uniti | Sun Bowl Stadium              | 5                  | 44.910 / 44.910                   | $3.632.097   |
| 21 settembre 2014 | San Antonio       | Stati Uniti | Alamodome                     | 5                  | 51.575 / 51.575                   | $4.237.714   |
| 23 settembre 2014 | Tulsa             | Stati Uniti | BOK Center                    | 5                  | 10.100 / 10.100                   | $1.012.051   |
| 25 settembre 2014 | New Orleans       | Stati Uniti | Mercedes-Benz Superdome       | 5                  | 50.349 / 50.349                   | $4.258.450   |
| 27 settembre 2014 | Charlotte         | Stati Uniti | PNC Music Pavilion            | 5                  | 37.365 / 37.365                   | $2.378.580   |
| 28 settembre 2014 | Charlotte         | Stati Uniti | PNC Music Pavilion            | 5                  | 37.365 / 37.365                   | $2.378.580   |
| 1º ottobre 2014   | Atlanta           | Stati Uniti | Georgia Dome                  | 5                  | 50.970 / 50.970                   | $4.438.203   |
| 3 ottobre 2014    | Tampa             | Stati Uniti | Raymond James Stadium         | 5                  | 52.158 / 52.158                   | $4.359.855   |
| 5 ottobre 2014    | Miami Gardens     | Stati Uniti | Sun Life Stadium              | 5                  | 53.914 / 53.914                   | $4.303.749   |
| Totale            | Totale            | Totale      | Totale                        | Totale             | 3.439.560 / 3.439.560 (100%)      | $290.178.452 |

### Cancellazioni
| Data           | Città       | Stato       | Luogo       | Causa              |
| Sud America    | Sud America | Sud America | Sud America | Sud America        |
| -------------- | ----------- | ----------- | ----------- | ------------------ |
| 29 aprile 2014 | Asunción    | Paraguay    | Jockey Club | Problemi logistici |